# Chorizopes tumens
Chorizopes tumens är en spindelart som beskrevs av Yin et al. 1990. Chorizopes tumens ingår i släktet Chorizopes och familjen hjulspindlar. Inga underarter finns listade i Catalogue of Life.